# Middletown (Illinois)
Middletown és una població dels Estats Units a l'estat d'Illinois. Segons el cens del 2000 tenia 434 habitants.

## Demografia
Segons el cens del 2000, Middletown tenia 434 habitants, 162 habitatges, i 110 famílies. La densitat de població era de 698,2 habitants/km².
Dels 162 habitatges en un 40,7% hi vivien nens de menys de 18 anys, en un 51,2% hi vivien parelles casades, en un 13% dones solteres, i en un 31,5% no eren unitats familiars. En el 28,4% dels habitatges hi vivien persones soles el 13% de les quals corresponia a persones de 65 anys o més que vivien soles. El nombre mitjà de persones vivint en cada habitatge era de 2,68 i el nombre mitjà de persones que vivien en cada família era de 3,3.
Per edats la població es repartia de la següent manera: un 30,9% tenia menys de 18 anys, un 8,1% entre 18 i 24, un 29,5% entre 25 i 44, un 19,6% de 45 a 60 i un 12% 65 anys o més.
L'edat mediana era de 34 anys. Per cada 100 dones de 18 o més anys hi havia 85,2 homes.
La renda mediana per habitatge era de 33.929 $ i la renda mediana per família de 44.375 $. Els homes tenien una renda mediana de 33.125 $ mentre que les dones 21.875 $. La renda per capita de la població era de 14.478 $. Aproximadament l'11,1% de les famílies i el 16,1% de la població estaven per davall del llindar de pobresa.

## Poblacions més properes
El següent diagrama mostra les poblacions més properes.